# Al-Khwarizmi (månekrater)
Al-Khwarizmi er et nedslagskrater på Månen, som ligger på Månens bagside, og som er opkaldt efter den persiske matematiker, astronom, astrolog og geograf al-Khwarizmi (ca. 780 – ca. 850).
Navnet blev officielt tildelt af den Internationale Astronomiske Union (IAU) i 1973. 

## Omgivelser
Krateret ligger sydøst for Moiseevkrateret og nordøst for Saengerkrateret.

## Karakteristika
Den vestlige indre væg af Al-Khwarizmi er langt bredere end den østlige. Den østlige rand ligger over et par ældre kratere, herunder 'Al-Khwarizmi J'. Den ydre væg afviger noget fra at være en cirkulær form, bl.a. på grund af en dobbeltvæg mod syd. Der er en lille central top i centrum af krateret. Den udgør en del af en lav højderyg, som drejer mod nordøst. Der ligger adskillige småkratere i den nordlige del af kraterbunden, hvorimod bunden i den sydøstlige side er noget jævnere og fri for betydende nedslag.

## Satellitkratere
De kratere, som kaldes satellitter, er små kratere beliggende i eller nær hovedkrateret. Deres dannelse er sædvanligvis sket uafhængigt af dette, men de får samme navn som hovedkrateret med tilføjelse af et stort bogstav. På kort over Månen er det en konvention at identificere dem ved at placere dette bogstav på den side af satellitkraterets midte, som ligger nærmest hovedkrateret. Al-Khwarizmikrateret har følgende satellitkratere:
| Al-Khwarizmi | Bredde | Længde   | Diameter |
| ------------ | ------ | -------- | -------- |
| B            | 9,0° N | 107,4° Ø | 62 km    |
| G            | 6,9° N | 107,1° Ø | 95 km    |
| H            | 6,0° N | 109,2° Ø | 50 km    |
| J            | 6,2° N | 107,6° Ø | 47 km    |
| K            | 4,6° N | 107,6° Ø | 26 km    |
| L            | 3,9° N | 107,4° Ø | 35 km    |
| M            | 3,1° N | 107,0° Ø | 18 km    |
| T            | 7,0° N | 104,5° Ø | 15 km    |

## Måneatlas
- Billeder af Al-Khwarizmikrateret i LPI-måneatlasset